# Георги Петров (революционер)
Вижте пояснителната страница за други личности с името Георги Петров.
Георги Петров Николов е български революционер, опълченец, деец на Върховния македоно-одрински комитет.

## Биография
Георги Петров е роден през 1862 година в разложкото село Белица, което тогава е в Османската империя. Получава основно образование. В 1875 година емигрира в Румъния. При избухването на Руско-турската война в 1877 година постъпва в Българското опълчение и служи в 4 рота на 2 опълченска дружина. Сражава се в Битката при Стара Загора през юли и в Шипченската и Шейновската битка.
При избухването на Сръбско-българската война в 1885 година е доброволец в Българската армия. Работи в Българската народна банка като чиновник.
От 1899 до 1901 година е касиер на ВМОК.
През нощта на 23 срещу 24 март 1901 година Петров заедно с другите членове на ВМОК е арестуван по обвинение в участие в убийството на Стефан Михайляну в Букурещ. Процесът започва на 29 юли и на 2 август всички обвиняеми са оправдани поради липса на доказателства.
Умира през 1914 година в София.